# قهرمانان زمین

ژیزل بوندشن جایزه قهرمانان زمین 2014 UNEP را اعطا کرد

برنامه محیط زیست سازمان ملل متحد (UNEP)، قهرمانان زمین (به انگلیسی: Champions of the Earth) را در سال ۲۰۰۵ به عنوان یک برنامه جایزه سالانه برای قدردانی از رهبران برجسته محیط زیست از بخش‌های دولتی و خصوصی و از جامعه مدنی بنیان‌گذاری کرد.

## جوایز
به‌طور معمول، سالانه پنج تا هفت برنده جایزه انتخاب می‌شوند. هر برنده برای دریافت جایزه، پذیرش سخنرانی و شرکت در یک کنفرانس مطبوعاتی به مراسم جایزه دعوت می‌شود. هیچ جایزه مالی اعطا نمی شود. این برنامه جوایز جانشین ۵۰۰ گردونه افتخار جهانی است. این جایزه شامل ۱۵۰۰ دلار حمایت مالی است.
در سال ۲۰۱۷، این برنامه گسترش یافت و قهرمانان جوان زمین را در ‌بر گرفت. یک جایزه آینده‌نگرانه برای نوآوران با استعداد، ۱۸ تا ۳۰ ساله، که پتانسیل فوق‌العاده‌ای را برای ایجاد تأثیر مثبت زیست‌محیطی نشان می‌دهند. این ابتکار با مشارکت کووسترو ، یک شرکت پلاستیک اجرا می‌شود. این جایزه هر ساله توسط تغییر وضعیت فهرست محتویات برنامه محیط زیست سازمان ملل متحد به هفت محیط‌بان جوان از سراسر جهان بین سنین ۱۸ تا ۳۰ سال برای ایده‌های برجسته آنها جهت حفاظت از محیط زیست اهدا می‌شود.